# Rerum Omnium Perturbationem

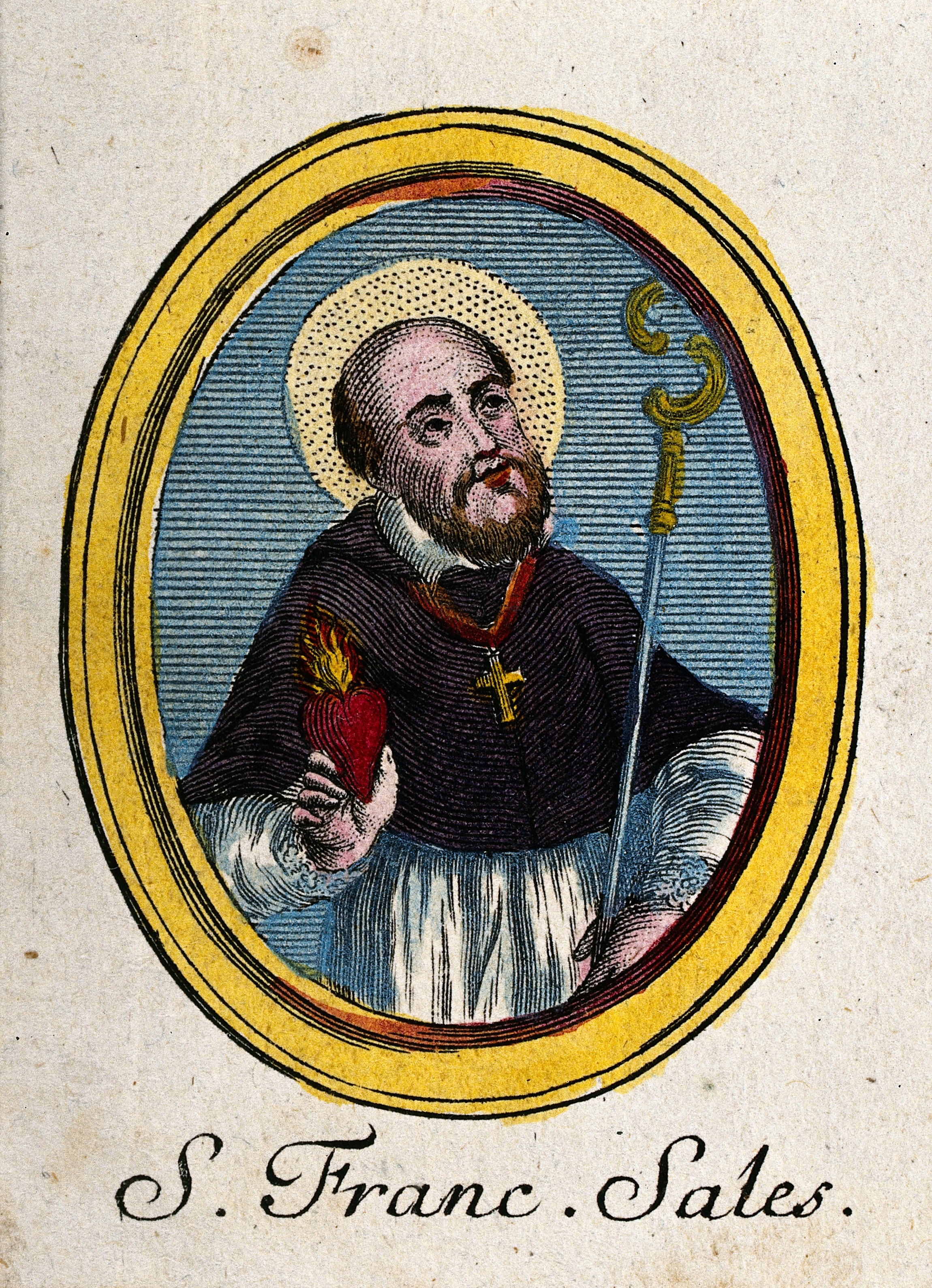
Святий Франциск Салезький

Rerum Omnium Perturbationem — друга енцикліка папи Пія ХІ, датована 26 січня 1923 року з нагоди 300-тої річниці з дня смерті святого Франциска Салезького, у якій папа проголошує святого покровителем журналістів і ЗМІ.